# 숲땃쥐류
숲땃쥐류는 땃쥐과 숲땃쥐속(Sylvisorex)에 속하는 포유류의 총칭이다. 아프리카에서만 발견된다. 속명은 "숲"을 의미하는 라틴어 "실바"(silva)와 "땃쥐"를 의미하는 "소렉스"(sorex)의 합성어에서 유래했다. 13종을 포함하고 있다.

## 하위 종
- 아카이브숲땃쥐 (Sylvisorex akaibei)
- 카메룬숲땃쥐 (Sylvisorex cameruniensis)
- 그랜트숲땃쥐 (Sylvisorex granti)
- 하월숲땃쥐 (Sylvisorex howelli)
- 비오코숲땃쥐 (Sylvisorex isabellae)
- 존스턴숲땃쥐 (Sylvisorex johnstoni)
- 콩가나땃쥐 (Sylvisorex konganensis)
- 달숲땃쥐 (Sylvisorex lunaris)
- 카메룬산숲땃쥐 (Sylvisorex morio)
- 큰숲땃쥐 (Sylvisorex ollula)
- 작은숲땃쥐 (Sylvisorex oriundus)
- 우림땃쥐 (Sylvisorex pluvialis)
- 화산땃쥐 (Sylvisorex vulcanorum)